# Zennegatsluisbrug
De Zennegatsluisbrug is een geautomatiseerde klapbrug voor fietsers en voetgangers over het Kanaal Leuven-Dijle in Heffen/Battel aan de Zennegatsluis. Deze brug sluit aan op de Zennegatbrug over de Zenne. De brug is aangesloten op het telematicanetwerk van het kanaal Leuven-Dijle.
Er lag een voorlopige brug sinds de sluisdeuren enkele jaren voordien om veiligheidsredenen werden gesloten.
Het metalen gedeelte van de huidige brug werd vervaardigd door het metaalbedrijf Vandezande uit Diksmuide. De hydrauliek door Vameco op hetzelfde adres. In november 2012 werd de brug geplaatst, met de bedoeling om ze in april 2013 in gebruik te nemen.
Het in gebruik nemen van de brug heeft echter meermaals vertraging opgelopen, onder andere omdat de aansturing op afstandsbediening op zich liet wachten en omdat de nieuwe constructie averij had opgelopen toen er een schip tegen is gevaren.
In februari 2014 kon de brug uiteindelijk in gebruik worden genomen.

## Werking
Gewoonlijk wordt een klapbrug geopend door een gewicht dat in een kelder aan de oever is ingebouwd. Aan de Zennegatsluis was daar de ruimte niet voor, vandaar dat gekozen werd voor een brug die geopend en gesloten wordt door middel van hydrauliek. Het brugdek ligt met een balk over het water en steunt daarbij op twee betonnen platforms. Om de brug te openen trekt het hydraulisch systeem het brugdek en de balk van 12,20m die eronder ligt “naar zich toe”. Tegelijkertijd tillen de klaparmen, die in het midden van het beweegbare deel bevestigd zijn de dichtstbijzijnde kant van de brug omhoog. Omdat het brugdek aan het uiteinde van de balk een scharnierpunt heeft, komt de brug daarbij steeds meer overeind te staan.

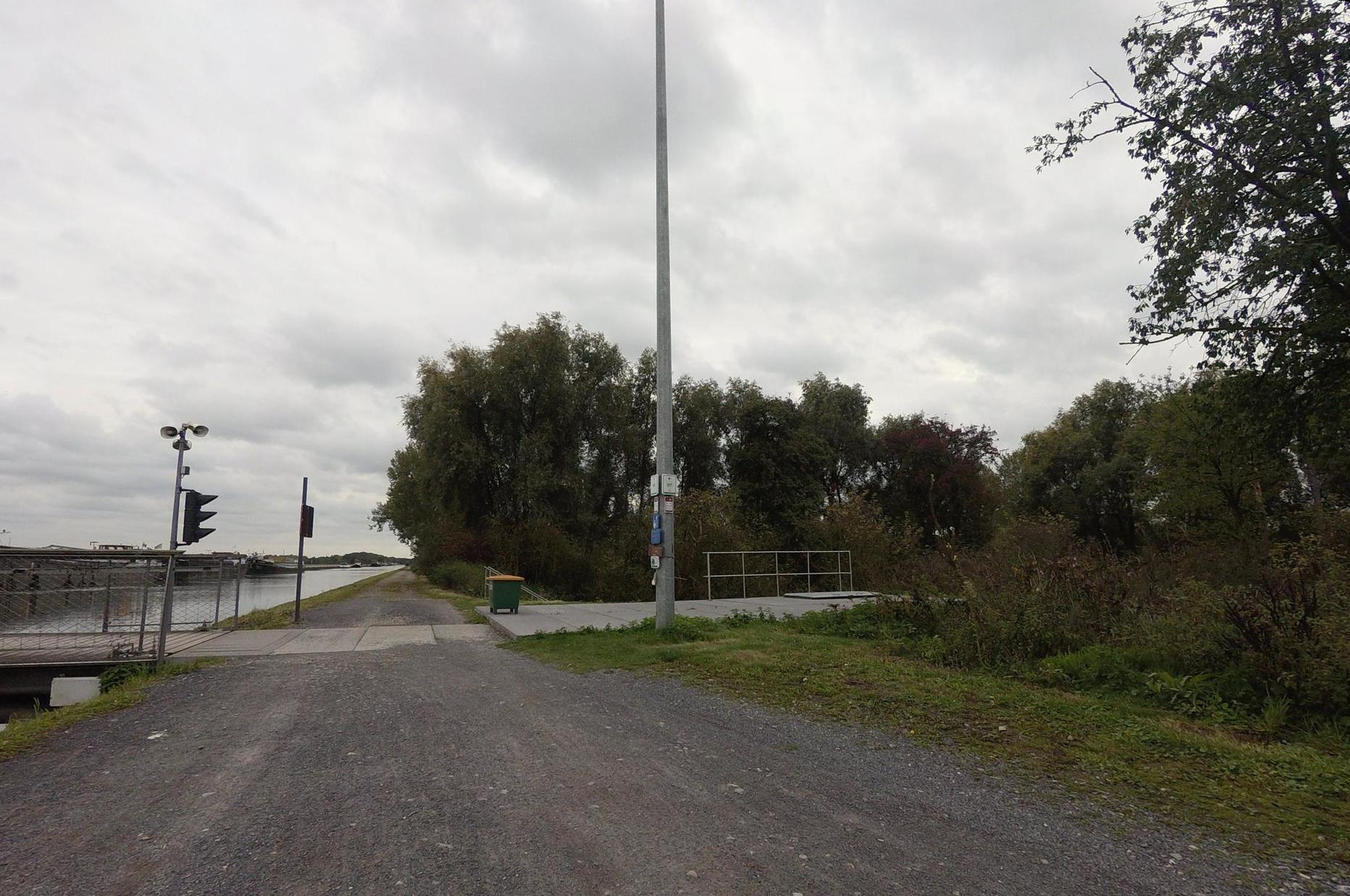
Zennegatsluisbruig, gedeelte achter de aanbrug waar de steunbalk onder verdwijnt

 Bij een gewone klapbrug zou alles wat zich nog op de brug zou bevinden, op het land vallen. Bij dit soort brug wordt het in het kanaal gekieperd. Als het beweegbare deel totaal open is voor scheepvaart, staat de brug dus verticaal en is de onderliggende steunbalk geheel onder een van de aanbruggen en de ruimte erachter verdwenen.
Het was de eerste brug in België die deze constructie kreeg. Brugwachters konden vooraf oefenen voordat de brug definitief geopend werd. De brug is daarbij computergestuurd en wordt van op afstand bediend, geobserveerd door camera's.